# 西河镇 (克山县)
西河镇，是中华人民共和国黑龙江省齐齐哈尔市克山县下辖的一个乡镇级行政单位。

## 行政区划
西河镇下辖以下地区：
镇直第一社区、和平村、仁政村、新人村、利民村、清政村、东升村、巨河村、西河村和联民村。